# Латгальская дивизия
Латгальская дивизия (латыш. Latgales kājnieku divīzija) — являлась боевым соединением Латвийской армии, одной из 4 дивизий сухопутных войск. В состав дивизии входили Сигулдский 7-й пехотный полк, Даугавпилский 8-й пехотный полк, Резекненский 9-й пехотный полк и Латгальский артиллерийский полк.